# 액세스 시스템즈
액세스 시스템즈(Access Systems Americas, Inc., 이전 이름: 팜소스)는 팜 파일럿나 클리에 등의 PDA에 장착되는 운영 체제인 팜 OS를 개발, 라이선싱하는 회사이다. 팜 컴퓨팅(Palm Computing Inc.)사는 당시 하드웨어 사업부와 소프트웨어 사업부를 분리하기 위해, PDA 하드웨어를 제조판매하는 팜원(PalmOne)으로 이름을 바꾸고 팜 OS 개발 및 라이선스를 주 사업으로 하는 팜소스(PalmSource)를 분사시켰다.
팜소스는 2005년 10월 일본의 모바일 브라우저 전문 개발회사인 액세스(Access)사에 인수되었다.